# غيثيو
ييثيو : (باليونانية:Γύθειο)، (بالإنجليزية:Gytheio)، أيضاً غيثيو، مدينة يونانية تقع في جنوب البلاد ضمن مقاطعة لاكونيا التابعة لمنطقة البيلوبونيز الإدارية.

## الموقع، السكان والتسمية
تقع المدينة على الساحل الجنوبي لشبه جزيرة المورة، وذلك على الرأس الشمالي الغربي لخليج لاكونيا أحد تفرعات البحر المتوسط، في الجهة الشرقية لمنطقة ماني الجغرافية الوعرة.
تبعد المدينة مسافة 40 كيلومتر عن سبارتا عاصمة مقاطعة لاكونيا، بينما تبعد مسافة 244 كيلومتر عن أثينا عاصمة اليونان. يبلغ عدد سكان البلدة حوالي 8 آلاف نسمة.
أما اسم المدينة فهو يعني أرض الآلهة من (يي=أرض) (Gy) وَ (ثيون=آلهة) (Theion)، وذلك لأن الإغريق القدماء كانوا يعتقدون أن أبوللو وهرقل كانا قد أنشئا المدينة سويةً. وتلفظ إما باستخدام حرف الغين (غيثيو) (Gytheio) أو باستخدام الياء (ييثيو) (Yitheio) واستخدام الياء هو الأكثر شيوعاً في اللغة اليونانية الحديثة.

## التاريخ
يعتقد أن للمدينة أصول فينيقية ومينوية، فقد كانت منذ القديم مركزاً لتجار صور الفينيقيين، ومكاناً لاستخراج الصبغة القرمزية نظرا ً لوفرة الكائنات البحرية المصنعة لها ضمن خليج لاكونيا. أصبحت بعد ذلك الميناء البحري لأسبرطة. أحرقها الأثينيون عام 455 ق.م. خلال الحرب البيلوبونيزية الأولى، بعد أن حاصروها بأسطولهم البحري.
عادت المدينة لتصبح ميناء عسكرياً وتجارياً مهماً تحت حكم الأسبرطيين، ثم انفصلت عنهم لتنضم إلى اتحاد اللاكونيين الأحرار، الذي ضم تحالف 24 مدينة لاكونية تتمتع بالحكم الذاتي وتعارض النفوذ الأسبرطي واستمر هذا الاتحاد خلال الفترة الرومانية، أصبحت المدينة في هذه الفترة مركزاً لتصنيع الصبغة القرمزية المحببة للرومان، ولتصنيع الأواني الفخارية الوردية. تدمرت المدينة في القرن الرابع م. ولا يعرف السبب الحقيقي لذلك ومن المعتقد أنها قد تكون تعرضت لزلزال أو لغزوات القوط الغربيين أو السلاف.
لم تعد ييثيو لسابق عهدها بعد الدمار الذي أصابها في القرن الرابع واستمرت خلال القرون الوسطى كقرية صغيرة، حتى حرب استقلال اليونان عندما بدأ عدد من السكان باللجوء إليها. بني فيها عام 1960 ميناء جديداً ومنذ ذلك الوقت نمت لتصبح ثاني مدينة في لاكونيا.

## المعالم الأساسية
أهم معالم المدينة الأثرية تعود للفترة الرومانية، بعضها ما زال تحت البيوت الحالية، وبعضها الآخر مغمور بمياه البحر ومن أهم المعالم:
- المسرح الهلنستي: اكتشف عام 1891، ويبعد مسافة 250 متر عن شاطئ البحر.
- بقايا عدة أبنية رومانية وحمام عام تقع جميعها حول المسرح.
- متحف ييثيو الأركيولوجي: وتوجد فيه عدة قطع تعكس تاريخ المدينة القديم.
- برج تسانيتاكيس (Tsanetakis): يعود للقرن الثامن عشر وهو مبني فوق موقع جزيرة كراناي (Kranae) القديمة والمرتبطة بأسطورة الحرب الطروادية، يستخدم حالياً كمتحف تاريخي.

## متفرقات
- تعتبر ييثيو أحد مسارح أحداث الحرب الطروادية، فبحسب الأسطورة فهي تعتبر المكان الذي هرب منه باريس وحبيبته هيلين الأمر الذي أشعل هذه الحرب. تقول الأسطورة أن باريس بنى على جزيرة كراناي (Kranae) تمثال لأفروديت إلهة الحب الجنسي، عندما نجح في الهروب مع حبيبته، ولكن بعد نهاية الحرب واستعادة هيلين، قام مينولاوس بتدمير التمثال الأول وبناء تمثال لثيمس (الحكمة) وَباراكسيديكا (العقاب) مكان الأول. حالياً هذه الجزيرة الصغيرة مرتبطة بالمدينة عبر ممر حديث.
- يعتمد اقتصاد المدينة على السياحة، وهي تملك واجهة بحرية جميلة.